# Jörg Neblung
Jörg Neblung (* 6. August 1967 in Zeven) ist ein deutscher Sportleragent und Spielervermittler. Er ist Inhaber und Geschäftsführer der Agentur neblung sportsnetwork, die sich um die Betreuung und Vermarktung von Profisportlern kümmert.

## Werdegang
Nach seinem Abschluss als Diplom-Sportlehrer an der Deutschen Sporthochschule in Köln 1994 zählte er bis 1998 unter den jeweiligen Trainern Bernd Krauss, Hans Bongartz, Norbert Meier und Friedel Rausch als Reha- und Athletiktrainer der Lizenzmannschaft zum Trainerteam des Fußball-Bundesligisten Borussia Mönchengladbach. 
Anschließend wechselte er zur Agentur ans sport von Norbert Pflippen und betreute dort bis 2001 Profisportler wie Oliver Kahn, Bastian Schweinsteiger und Snowboardweltmeisterin Sandra Farmand.
Nach einer einjährigen Tätigkeit für die Sportvermarktungsagentur IMG im Bereich Sales & Marketing im Rahmen einer Kooperation mit ans sport gründete er im April 2002 in Krefeld seine Agentur neblung sportsnetwork, deren Standort er 2003 nach Köln verlegte. Seinen Schwerpunkt setzt er dabei auf die Sportarten Fußball und Leichtathletik. Als ersten Transfer seiner Selbstständigkeit initiierte und finalisierte er den Wechsel seines Klienten und Freundes Robert Enke von Benfica Lissabon zum FC Barcelona, dessen Karriere er auch bis zu seinem Suizid am 10. November 2009 begleitete. Im Rahmen dieses Geschehnisses und gestützt durch die im Oktober 2010 veröffentlichte Biografie „Robert Enke. Ein allzu kurzes Leben“ von Ronald Reng erfuhr die Tätigkeit Jörg Neblungs zunehmend Aufmerksamkeit. Nach dem Karriereende seines Klienten Bastian Reinhardt verhalf er diesem am 24. Mai 2010 zum Posten des Sportdirektors beim Hamburger SV und Torhüter Hans Jörg Butt zu einer Art Renaissance durch den Wechsel zu Benfica Lissabon und weiter zum FC Bayern München – und damit auch in die deutsche Nationalmannschaft. Er betreut und betreute namhafte Athleten wie Timo Hildebrand, Benjamin Auer, Stefan Wessels, Heike Drechsler, Steffi Nerius und Marcel Nguyen.
Am 25. März 2011 erschien die Dokumentation „Hauptsache Fussball – junge Profis auf dem Weg ins Spiel“ von Andreas Bach/BachFilm, in der Jörg Neblung als einer der Protagonisten jungen Fußballern bei der Karriereplanung beratend zur Seite steht. In der ersten Jahreshälfte 2012 begleitete der Dokumentarfilmer Klaus Stern Jörg Neblung bei seiner Arbeit mit den Torhütern Timo Hildebrand und Stefan Ortega Moreno und drehte dabei die Dokumentation Spielerberater, die am 20. Juni 2012 in der ARD ausgestrahlt wurde.

## Privates
Jörg Neblung wohnt mit Frau und Kind in Köln.